# Sulfolobus tokodaii
A Sulfolobus tokodaii egy termofil Archaea faj a Sulfolobus nemben. Az archeák – ősbaktériumok – egysejtű, sejtmag nélküli prokarióta szervezetek. Acidofil és obligát aerob. Típustörzse 7 (JCM 10545). A genomját szekvenálták.